# Mons Claudianus

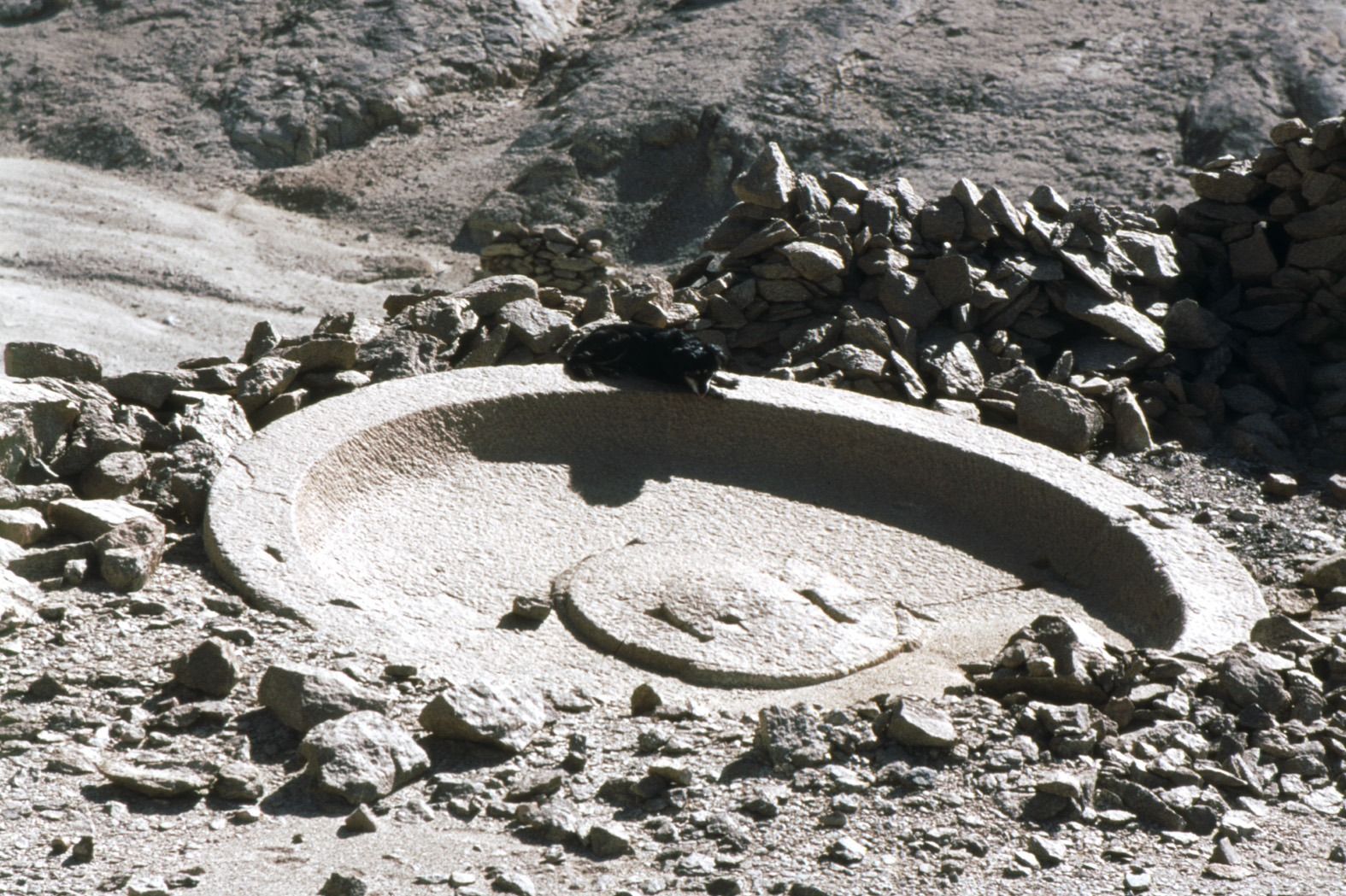
Mons Claudianus

Mons Claudianus este o carieră de piatră antică situată într-o regiune de deșert în partea de est a Egiptului. Ea este amplasată  în apropiere de „Wadi Fatiri el-Bayda” (o regiune nelocuită), între Qena (Kainopolis, la nord de Luxor) pe  Nil și Abu Sha'ar de pe coasta Mării Roșii. Din carieră s-a exploatat rocă de granit și diorit în perioada secolului I și mijlocul secolului III (e.n.)